# Charles Lair
Charles Lair (27 mai 1841, Saumur – 13 octobre 1919, Angers) est un collectionneur français. Peu avant son décès, il a légué au musée du château de Saumur sa collection d'objets d'art,, principalement des objets de Haute époque et des faïences européennes.

## Biographie
Le comte Charles Lair suit les cours de la Faculté de Droit. Il devient avocat, mais préfère parcourir la France et le monde avec le titre d'inspecteur de la Société française d'archéologie.
Dans son château de Blou, il constitue un cabinet de curiosités, regroupant en particulier des objets d’arts typiques de la Haute époque et une remarquable collection de céramiques.
Sans héritier direct, il décide de céder ses collections à la collectivité.
En 1989, l'exposition intitulée Un cabinet d'amateur d'art et de curiosités au XIXe siècle a présenté un catalogue d’une partie de cette riche collection.
Charles Lair a été titré comte romain et Lair en 1903 par le pape Pie X. Ses armes sont : « D'argent à la croix dentelée de sable cantonnée en chef de deux étoiles d'azur et en pointe de deux roses de gueules », et sa devise : « Esse quam videri » (« Être plutôt que paraître »).